# David Blanco
David Blanco (Bienna, Suíça, 3 de março de 1975) é um ciclista espanhol que foi profissional entre 2000 e 2012.
Seu lucro mais importante é ter o recorde de 5 vitórias na Volta a Portugal.

## Biografia

### Primeiros anos em Portugal
Licenciado em Administração de Empresas, estreia como profissional no ano 2000 com a equipa portuguêsa Paredes-Rota dos Movéis-Tintas Vip. Em 2001 decidiu deixar a bicicleta para dedicar-se à sua outra paixão, a Bolsa de valores, pelo que se foi a Ponferrada  a trabalhar como broker. No entanto, cedo deixou dita atividade para ir viver para Lisboa , onde começou a sair em bicicleta outra vez. Assim, a partir de metade de temporada regressou à competição, correndo na equipa Asc-Vila do Conde.
Em 2003 foi-se ao Porta da Ravessa - Tavira, temporada na que conseguiu seu primeiro triunfo como profissional ao ganhar uma etapa do Grande Prêmio CTT Correios de Portugal. Nesse ano conseguiu também um meritório quinto lugar na Volta a Portugal. Esse resultado que lhe serviu para que Vicente Belda, diretor desportivo da equipa espanhola Kelme, toma-se interesse nele e o contrata-se para a seguinte temporada.

### Regresso a Espanha com Belda
Em 2004, a sua primeira temporada na equipa dirigida por Belda (renomeado Comunitat Valenciana num inverno no que Jesús Manzano denunciou a existência de um dopagem sistémico na equipa no tempo que o fez parte da formação alicantina, 2000-2003), Blanco conseguiu um décimo posto na Volta a Espanha.
Em 2005 foi um dos nove integrantes da seleção espanhola no Mundial de ciclismo, disputado em Madrid. Blanco terminou 69.º a 36" do vencedor, numa corrida na que seu colega de seleção Alejandro Valverde conseguiu a medalha de prata ao ser segundo.

### Operação Puerto
Em 2006, no marco da Operação Puerto, foi identificado pela Guarda Civil como cliente da rede de dopagem liderada por Eufemiano Fuentes, baixo o nome em chave Blanco e seu nome real. Entre as provas obtidas pelo instituto armado encontravam-se as seguintes:
- o Documento 1, no que figura seu nome em chave (Blanco), que se compõe de um quadro no que se detalha um programa de extrações/reposições sanguíneas entre julho e setembro num ano sem identificar. Em dito programa de auto-transfusões figuravam também os nomes em chave de vários colegas da equipa Comunitat Valenciana na temporada de 2005.[6]

- os Documentos 33-53, nos que seu nome real David Blanco figura, junto ao de vários colegas do Comunitat Valenciana, sobre o calendário ciclista da temporada de 2005.[6]
- o Documento 32, no que figura todo o elenco da Comunitat Valenciana. Junto a nomes de corredores (incluído o seu) figuram datas e anotações que detalham extrações e re-infusões sanguíneas.[7]

Blanco não foi sancionado pela Justiça espanhola ao não ser a dopagem um delito em Espanha  nesse momento, e também não recebeu nenhuma sanção desportiva ao se negar o juiz instrutor do caso a facilitar aos organismos desportivos internacionais (AMA, UCI) as provas que demonstrariam seu envolvimento como cliente da rede de dopagem.
Blanco e todos os componentes do Comunitat Valenciana deram voluntariamente uma amostra de seu sangue para que seu DNA fora cotejado com o das carteiras sanguíneas apreendidas no marco da Operação Puerto, com o objectivo de demonstrar seu não envolvimento na trama. O juiz Serrano não autorizou que as provas solicitadas pelos ciclistas da equipa levantino pudessem ser levadas a cabo.
Dava-se a circunstância de que nenhuma das carteiras sanguíneas achadas durante os registo praticados a 23 de maio de 2006 pertenceria segundo as investigações da Guarda Civil a ciclista algum da equipa, nem baixo seus nomes em chave nem reais, ao não ter (ao invés que no caso de outros clientes) carteiras sanguíneas para futuras reinfusões, senão calendários de auto-transfusões (extrações/reposições) de temporadas anteriores.

### Regresso a Portugal
Em 2006 conseguiu fazer com o triunfo na Volta a Portugal, graças a uma contrarrelógio final na que conseguiu atingir a liderança. Com o desaparecimento do Comunitat Valenciana pela Operação Puerto, Blanco assinou em meados de agosto um precontrato com o Karpin Galiza de sua região, uma nova equipa Continental Profissional que debutaria na seguinte temporada. No entanto, o ciclista renunciou em novembro ao pré-acordo mediante um comunicado no que explicou seu desejo de não fazer parte da equipa galega alegando motivos pessoais que foram compreendidos pela equipa. Blanco regressou assim ao ciclismo português.
Mais especificamente, para 2007 alinhou pela equipa portuguesa Duja-Tavira, renomeado em 2008 como Palmeiras Resort-Tavira, ganhando pela segunda vez a Volta a Portugal. Com esse triunfo converteu-se no primeiro ciclista não português em ganhar em duas ocasiões a rodada lusa, bem como o primeiro ciclista da histórica equipa Tavira a ganhar a corrida.
Em 2009 o galego voltou a ser proclamado vencedor da Volta a Portugal depois da desclassificação do português Nuno Ribeiro por dopagem, e também é vencedor de 2 etapas pela desclassificação do luso e do espanhol Héctor Guerra. Confirmado.
Em 2010 ganhou a Volta a Portugal pela quarta vez (terça consecutiva), igualando o recorde de vitórias na rodada lusa que até então ostentava em solitário o ciclista português Marco Chagas. Em setembro desse ano passou ao Team Geox.

### 2011: No Geox de Mauro Gianetti e  Joxean "Matxín"
Em 2011 deixou ao Palmeiras-Tavira e retornou a Espanha ao chegar-lhe o oferecimento do Geox-TMC (anteriormente Footon-Servetto). A equipa tinha contratado a Denis Menchov e Carlos Sastre e previa-se que continuaria com a licença ProTour, com o qual Blanco poderia cumprir seu sonho de correr o Tour de France sendo gregário de Menchov. O primeiro golpe duro à equipa foi que não pôde manter a categoria e deveu passar aos Pro Continental, com o qual se dependia de que os organizadores do Tour de France convidassem à equipa à ronda gala. O segundo golpe foi que ASO decidiu convidar as 4 equipas francesas de categoria Pro Continental para essa edição, com o qual Blanco ficou sem a "Grand Boucle".

### Giro, Volta e sem equipa
Sem possibilidade de correr o Tour, Blanco foi um dos 9 selecionados para o Giro d'Italia, onde foi como gregário de Menchov e Sastre. Na sua primeira participação no Giro a melhor colocação que conseguiu numa etapa foi a vigésima na 18.ª etapa entre Morbegno e San Pellegrino Terme. Enquanto por equipas o Geox culminou 5.º esse Giro, Blanco finalizou na posição 65.º e foi o 4.º melhor homem da equipa, por trás de Menchov (7.º), Sastre (29.º) e Marcel Wyss (33.º).
O segundo grande desafio foi a Volta a Espanha, corrida que corria pela terceira vez. Ali o Geox ganhou a classificação por equipas e seu colega Juanjo Cobo a classificação geral. Blanco foi 47.º ao finalizar a rodada e a melhor atuação numa etapa foi em 13.ª com final em Ponferrada onde acabou 8.º numa escapada de uma vintena de homens que escaparam antes do porto de Ancares.
Depois de disputada a Volta, a empresa Geox retirou o patrocínio da equipa e ainda que Gianetti e "Matxín" tentaram encontrar patrocinadores, não o conseguiram e a equipa desapareceu, com o qual Blanco ficou sem equipa para 2012.

### 2012: Novamente em Portugal
Depois da decepção com a equipa Geox pensou em retirar-se, mas a possibilidade de ganhar a 5.ª Volta a Portugal, fizeram-no mudar de opinião. Teve contactos com a sua anterior equipa em Portugal, o Tavira-Prio mas finalmente em meados de março de 2012 alinhou pelo Efapel-Glassdrive. "a única coisa que me empurra a seguir montando em bicicleta é tentar ganhar a Volta a Portugal pela quinta vez", declarou em sua apresentação à equipa.
Em abril fez "top ten" na Volta a Castela e Leão e na Volta às Astúrias, sendo 10.º e 7.º respetivamente.

### A 5.ª "Grandíssima"
À procura da quinta coroa, na Volta a Portugal de 2012, chegou à 8.ª etapa (a etapa rainha) localizado 5.º na classificação geral a 51 s do líder Hugo Sabido. Culminava-se no Alto da Torre, um porto de 30 km de comprimento nas cercanias de Seia. Depois de alguns ataques conseguiu soltar a Sabido e com ajuda de seu colega Rui Sousa quem ia por diante, ganhou a etapa. Hugo Sabido chegou 49 s mais tarde e Blanco tomou a liderança por 8 s. A 9.ª e penúltima etapa foi a contrarrelógio onde conseguiu a 4.ª posição, enquanto Sabido foi 11.º esticando a diferença na geral a 22 s. No final em Lisboa , David Blanco coroou-se pentacampeão, sendo o único ciclista com 5 títulos na rodada lusa.
Com o objetivo cumprido, retirou-se ao final da temporada.

## Palmarés
- 2003
  - 1 etapa do Grande Prêmio CTT Correios de Portugal

- 2006
  - Volta a Portugal, mais 2 etapas

- 2007
  - Grande Prémio Paredes Rota dos Móveis, mais 1 etapa

- 2008
  - Volta a Portugal

- 2009
  - Volta a Portugal, mais 2 etapas

- 2010
  - Volta ao Alentejo, mais 1 etapa
  - Volta a Portugal, mais 2 etapas

- 2012
  - Volta a Portugal, mais 1 etapa

## Resultados em Grandes Voltas e Campeonatos do Mundo
Durante a sua carreira desportiva conseguiu os seguintes postos nas Grandes Voltas e no Campeonatos do Mundo em estrada:
| Corrida            | Corrida            | 2000 | 2001 | 2002 | 2003 | 2004 | 2005 | 2006 | 2007 | 2008 | 2009 | 2010 | 2011 |
| ------------------ | ------------------ | ---- | ---- | ---- | ---- | ---- | ---- | ---- | ---- | ---- | ---- | ---- | ---- |
|                    | Giro d'Italia      | —    | —    | —    | —    | —    | —    | —    | —    | —    | —    | —    | 66.º |
|                    | Tour de France     | —    | —    | —    | —    | —    | —    | —    | —    | —    | —    | —    | —    |
|                    | Volta a Espanha    | —    | —    | —    | —    | 10.º | 13.º | —    | —    | —    | —    | —    | 47.º |
| Mundial em Estrada | Mundial em Estrada | —    | —    | —    | —    | —    | 68.º | —    | —    | —    | —    | —    | —    |

—: não participa

Ab.: abandono

## Equipas
- C.C.Alca-Santiago (1994-1995)
- C.C.Coruñés-Leyma (1996-1999)
- Paredes-Rota dos Moveis-Tintas Vip (2000-2001)
- Asc-Vila do Conde (2002)
- Porta da Ravessa-Tavira (2003)
- Comunidad Valenciana (2004-2006)
  - Comunidad Valenciana-Kelme (2004)
  - Comunidad Valenciana (2005-2006)
- Duja-Tavira/Palmeiras Resort (2007-2010)
  - Duja-Tavira (2007)
  - Palmeiras Resort-Tavira (2008)
  - Palmeiras Resort-Prio (2009-2010)
- Geox-TMC (2011)
- Efapel-Glassdrive (2012)[35]

## Referes
1. ↑  «El gregario del Ibex 35 - Deportes - Ciclismo - Abc.es»
2. ↑  «Web Oficial de la Vuelta a España 2004 - Official Web Site Vuelta a España 2004». Cópia arquivada em 14 de janeiro de 2009
3. ↑  «Antequera completa su ´nueve´ para el Mundial de Madrid con David Blanco»
4. ↑  «elmundo.es | Deportes | Campeonato Mundial de Ciclismo 2005»
5. ↑  Cadena SER, ed. (12 de janeiro de 2006). «Informe de la Guardia Civil (Capítulo III)». Consultado em 5 de junho de 2009
6. 1 2  Cadena SER, ed. (12 de janeiro de 2006). «Informe de la Guardia Civil (Capítulo III)». Consultado em 12 de março de 2009
7. 1 2  Cadena SER, ed. (12 de janeiro de 2006). «Informe de la Guardia Civil (Capítulo III)». Consultado em 12 de março de 2009
8. ↑  «El Comunitat Valenciana somete a análisis a todos sus ciclistas - Marca.com»
9. ↑  «David Blanco gana la Vuelta a Portugal · Ciclismo · Deportes · Terra»
10. ↑  «El ciclista David Blanco rescinde su precontrato con el equipo Karpin-Galicia «por motivos personales»»
11. ↑  «Ciclismo a fondo - competición Entrevista a David Blanco». Cópia arquivada em 23 de dezembro de 2009
12. ↑  ««Es duro que valoren más mi trabajo en Portugal que en casa»»
13. ↑  «El vencedor y los españoles Guerra y Nozal dan positivo, el triunfo pasa a David Blanco - Qué.es»
14. ↑  «David Blanco: "Hubiese preferido ganar en la carretera" - MARCA.com»
15. ↑  «:.: Jornal Record :.:». Consultado em 20 de outubro de 2009. Cópia arquivada em 23 de outubro de 2009
16. ↑  http://www.as.com/ciclismo/articulo/david-blanco-confirmado-campeon-vuelta/dasclm/20100724dasdascic_2/Tes
17. ↑  marca.com David Blanco consegue sua quarta Volta a Portugal
18. ↑  David Branco ficha pelo Geox
19. ↑  David Blanco: «Achava que nunca chegaria a ir ao Tour, mas a vida dá mil voltas»
20. ↑  David Branco ficha pelo Geox de Carlos Sastre marca.com
21. ↑  O Geox-TMC fica fora do ProTour eldiariomontanes.es
22. ↑  Os organizadores deixam fora ao Geox-TMC de Sastre e Menchov europapress.es
23. ↑  Giro d'Itália, General classification cqranking.com
24. ↑  SQUADRE INVITATE GEOX-TMC gazzetta.it
25. ↑  CLASSIFICHE GENERALI gazzetta.it
26. ↑  Volta a Espanha, General classification cqranking.com
27. ↑  Volta a Espanha, Stage 13: Sarria - Ponferrada cqranking.com
28. ↑  A Volta: Michael Albasini ganha a 13° Etapa sitiodeciclismo.net
29. ↑  Desaparece a equipa de Matxin elcorreo.com
30. ↑  David Blanco consagrar-se-á amanhã pentacampeón da Volta a Portugal abc.es
31. ↑  David Branco ficha pelo Efapel-Glassdrive die radsportseiten
32. ↑  David Blanco toma a liderança na etapa rainha de Portugal: “Sem equipa não sou nada” biciciclismo
33. ↑  David Blanco faz história em Portugal
34. ↑  «BLANCO David / Corredores ciclistas / BICI CICLISMO»
35. ↑  Desde o 15 de março